# Franz Josef Beranek
Franz Josef Beranek (Břeclav, 1902. augusztus 8. – Gießen, 1967. augusztus 11.) Jindřichův Hradec-i német egyetemi nyelvészprofesszor.

## Élete
Prágában és Bécsben tanult, majd némettanárként több cseh iskolában tanított (Rakovník, Jindřichův Hradec, Pardubice). 1944-ben a Károly Egyetem Morvaország néprajzi és származástörténeti szakán szerez oktatói állást. A háború után a megtorlás elől elmenekült. Sajnos az életműve, a szudétanémet szótár ezalatt elveszett. Haláláig ezen szótár újragyűjtésén fáradozott. 1957-ben a Collegium Carolinium ezen terv vezetőjévé nevezte ki. 1960-ban habilitált a Gießeni Egyetemen. 1962-ben tudományos tanácsos címet szerzett. Ennek ellenére gyakran járt tanulmányútra a keleti blokk országaiba.

## Művei
- Die Mundart von Südmähren (disszertáció)
- 1935 Yiddish dialects in Czechoslovakia
- Die Ortsnamen Südmährens
- Die südmährische Mundart
- Die Mundart der Brünner deutschen Sprachinsel
- Die Mödritzer Mundart
- Lundenburg - Eine namens- und siedlungskundliche Studie
- Grundsätzliches zur südmährischen Mundartforschung
- Vom Lundenburger Deutsch
- Thayawasser
- Mundart und Siedlung in Südmähren
- Die Sammlung südmährischer Flurnamen
- Westjiddischer Sprachatlas

## Külső hivatkozások
- Südmähren Wiki Archiválva 2014. február 26-i dátummal a Wayback Machine-ben